# Terceiro problema de Hilbert
Na matemática, o terceiro problema de Hilbert foi proposto por David Hilbert em 1900, sendo esse um dos seus 23 problemas. Esse problema consiste em provar que, se dois poliedros têm o mesmo volume, então é possível decompor um deles em outros poliedros menores e reconstruir estes poliedros formando o outro. Hilbert supôs que a resposta para o problema seria negativa. Este problema foi resolvido por seu aluno Max Dehn.

## Motivação
Conforme explicou Hilbert:
Em duas cartas a Gerling, Gauss mostrou-se preocupado que alguns teoremas da geometria dos sólidos dependiam do método da exaustão, ou, na nomenclatura moderna, no axioma da continuidade (ou no axioma de Arquimedes). Gauss menciona, em particular, o teorema demonstrado por Euclides, que duas pirâmides de mesma altura estão para si como suas bases. O problema análogo para a geometria plana foi resolvido. Gerling também teve sucesso ao provar a igualdade de volume para poliedros simétricos, dividindo-os em partes congruentes. Apesar disto, parece ser provável que uma prova genética deste teorema de Euclides seja impossível. Isto seria resolvido ao se exibir dois tetraedros de mesma base e mesma altura, mas que não possam ser quebrados em tetraedros congruentes, e que não possam ser combinados com tetraedros congruentes para formar poliedros que possam, estes, serem quebrados em tetraedros congruentes.

Uma das várias formas de mostrar o teorema de Pitágoras através da decomposição e recomposição de polígonos congruentes.

Euclides havia demonstrado o teorema de Pitágoras através de uma decomposição deste tipo: a partir de dois quadrados, cujos lados eram os catetos do triângulo retângulo, Euclides cortou a figura e remontou, formando um quadrado cujo lado é a hipotenusa.
Esta propriedade pode ser chamada de congruência por tesoura (no original, scissors congruence), ou seja, dois polígonos (ou poliedros) P e Q são congruentes quando é possível decompor ambos {\displaystyle P=P_{1}\cup P_{2}\ldots \cup P_{n}\,} e {\displaystyle Q=Q_{1}\cup Q_{2}\ldots \cup Q_{n}\,}, onde a união é disjunta a menos de uma aresta ou menos (no caso dos polígonos) ou face ou menos (no caso dos poliedros) e os elementos de mesmo índice são congruentes. Em outras palavras, é como se uma das figuras fosse cortada e rearrumada para formar a outra.
O Teorema de Bolyai-Gerwien, de 1833, mostrou que a congruência por tesoura é equivalente a dois polígonos terem a mesma área, ou seja:
Dois polígonos que tem a mesma área são congruentes por tesoura

## Enunciado
Uma decomposição de um poliedro P é uma coleção finita de poliedros P1, P2, ... Pn cuja união é P, e cuja interseção, par a par, é formada apenas de faces, arestas ou vértices.
Dois poliedros P e Q são congruentes por tesoura quando existem decomposições P1, P2, ... Pn e Q1, Q2, ... Qn, respectivamente, de P e Q, tal que cada Pi é congruente a Qi.
A pergunta de Hilbert, então, para a qual ele esperava uma resposta negativa, era:
Suponha que o volume de P seja igual ao volume de Q. É possível mostrar que P e Q são congruentes por tesoura?

## Solução de Max Dehn: condição necessária
Max Dehn, aluno de Hilbert, resolveu este problema em 1902 (ou 1900 e 1901). A demonstração envolveu a construção de um novo invariante, que foi denominado invariante de Dehn, e que envolve uma conta sobre os ângulos diedros e comprimentos das arestas, calculados sobre as arestas do poliedro.
Este invariante, δ não é alterado através da decomposição e recomposição. Porém, para um tetraedro regular e um cubo, de mesmo volume, temos diferentes valores para o invariante de Dehn.

## Condição suficiente
Em 1965, Sydler mostrou que o invariante de Dehn é, também, condição suficiente para dois poliedros serem congruentes por tesoura, ou seja, se dois poliedros tem o mesmo volume e o mesmo invariante de Dehn, então é possível decompor um deles e remontar o outro.